# Хафиз Джемал Дибра
Хафиз Джемал Мулай Дибра (на албански: Hafiz Xhemal Mullaj Dibra) е албански религиозен деец и политик.

## Биография
Роден е в 1881 година в западномакедонския българо-албански град Дебър, Османската империя, днес Северна Македония. Израства в патриотично албанско семейство. Баща му хаджи Шакири, дядо му и прадядо му са ходжи. Майка му Руждие Юнзаголи е единствената дъщеря на Абедин Юнзаголи. Учи начално училище в Дебър, след което учи в религиозно училище на турски език. Запознава се с албански патриоти като Исмаил паша Сарачи, който го взима в Цариград и му помага да завърши теология и по-късно право. Назначен е за преподавател по теология в Истанбулския университет и става член на ислямския Върховен съд.
В Цариград се запознава с творбите на Паско Васа, братята Наим, Сами и Абдул Фрашъри, ходжа Хасан Тасини, Ибрахим Темо, Яни Вретос, Хасан Прищина, Дервиш Хима, Фаик Коница и други албански патриоти. Научава се да пише и чете на албански. След Младотурската революция в 1908 година става активист на цариградското Общество за единство на албанския език (Башкими) и е избран за негов председател. Събира дарения и купува оръжие за албанските бунтовници. На 12 ноември 1912 година, денят на обявяването на независимостта на Албания, издига заедно с отец Юл Бонати албанското знаме на балкона на клуба. През тежките за Албания години след 1912 клубът събира помощи, а в 1919 година финансово подпомага албанската делегация, начело с Фуат Дибра, която заминава за Париж, за да защитава териториалната цялост на Албания.
Башкими е с голям принос в организирането на историческия конгрес в Люшня, а в делегацията на цариградския комитет влизат Сюлейман Делвина и Фуат Дибра. На 12 ноември 1923 г. Башкими започва да публикува седмичен вестник, наречен „Пакя“, чийто директор е Хафиз Джемали, а редактор Настас Фрашъри. В 1923 година е избран за депутат в Тирана от област Дебър и в началото на 1924 година заминава за Албания, а в Турция е обявен за персона нон грата. Председател е на комисията по правосъдие в парламента и дава изключителен принос в изготвянето на основните закони на албанската държава. Директор е на вестник „Беса“.
На парламентарните избори в 1936 година е избран за депутат от област Дебър, заедно с други дебрани като Абдурахман Дибра, Фикири Руси, Фаик Шатку, Яшар Еребара и Изет Дибра.
След италианския ултиматум от април 1939 година е на патриотични позиции и настоява за арестуване на всички италианци в страната. След окупацията е затворен и депортиран в Италия. След завръщането си е учител по богословие. В 1947 година новата комунистическа власт национализира къщата му.
Умира в 1959 година.